# Toaplan
Toaplan Co., Ltd. (Japans: 東亜プラン株式会社 Romaji: Tōapuran kabushikigaisha) was een Japanse computerspelontwikkelaar opgericht in 1984. Het bedrijf creëerde een breed scala aan redelijk bekend geworden shoot 'em ups en arcadespellen. Het bedrijf raakte tien jaar na de oprichting failliet in 1994.

## Ontwikkelde spellen

### Arcadespellen
| Jaar | Speltitel                                      | Uitgever              |
| ---- | ---------------------------------------------- | --------------------- |
| 1984 | Jongou                                         | SNK                   |
| 1985 | Performan                                      | Data East             |
| 1985 | Tiger Heli                                     | Taito Corporation     |
| 1985 | Jongkyou                                       | Data East             |
| 1986 | Get Star / Guardian                            | Taito Corporation     |
| 1986 | Slap Fight / Alcon                             | Taito Corporation     |
| 1986 | Mahjong Sisters                                | Toaplan               |
| 1987 | Hishouzame / Sky Shark / Flying Shark          | Taito Corporation     |
| 1987 | Wardner (no Mori) / Pyros                      | Taito Corporation     |
| 1987 | Kyuukyoku Tiger / Twin Cobra                   | Taito Corporation     |
| 1988 | Dash Yarou / Rally Bike                        | Taito Corporation     |
| 1988 | Tatsujin / Truxton                             | Taito Corporation     |
| 1989 | Hellfire                                       | Taito Corporation     |
| 1989 | Daisenpuu / Twin Hawk                          | Taito Corporation     |
| 1989 | Zero Wing                                      | Toaplan               |
| 1989 | Horror Story / Demon's World                   | Taito Corporation     |
| 1989 | Same! Same! Same! / Fire Shark                 | Toaplan               |
| 1990 | Out Zone                                       | Romstar               |
| 1990 | Snow Bros.: Nick & Tom                         | Romstar               |
| 1991 | Vimana                                         | Romstar               |
| 1991 | Teki Paki                                      | Toaplan               |
| 1991 | Ghox                                           | Romstar               |
| 1992 | Pipi & Bibi's / Whoopee!!                      | Romstar               |
| 1992 | Dogyuun(!!)                                    | Toaplan               |
| 1992 | Tatsujinou / Truxton II                        | Toaplan               |
| 1992 | Fixeight                                       | Toaplan               |
| 1993 | Grind Stormer / V・V                           | Toaplan               |
| 1993 | Enma Daiou                                     | Toaplan               |
| 1993 | Knuckle Bash                                   | Toaplan / Atari Games |
| 1993 | Batsugun                                       | Toaplan               |
| 1994 | Otenki Paradise / Snow Bros. 2: With New Elves | Hanafram              |

## Afgeleide bedrijven
Nadat Toaplan stopte in 1994, waren enkele oud-werknemers betrokken bij de volgende bedrijven:
CAVE
Raizing/8ingtoen Raizing overging in 8ing stapten enkele medewerkers over naar CAVE.
Gazellebedenkers van Air Gallet en de Sailor Moon arcadespellen.
Takumibedenkers van Giga Wing en Mars Matrix, publiceerde Twin Cobra II na Toaplan's einde.